# Roberto F. Canuto
Roberto Fernández Canuto (Gijón, 13 de abril de 1973) conocido como Roberto F. Canuto, es un director de cine y guionista español. Roberto F. Canuto es uno de los primeros directores europeos con vínculos estables en la industria China. Desde 2010 colabora habitualmente con el director chino Xu Xiaoxi, con quien fundó la productora "Almost Red Productions ".
Roberto ha obtenido reconocimientos siendo seleccionado y premiado en festivales internacionales.

## Biografía
Roberto F. Canuto es natural de Gijón (España). Recuerda acudir a una sala de cine para ver “El libro de la selva” cuando tenía 5 años y preguntar a su familia sobre el proceso de creación de las películas. Durante su infancia inicia estudios de música y se gradúa en Piano, Armonía y otras asignaturas relacionadas con la música, en el "Real Conservatorio Superior de Música de Oviedo" (España). Más adelante realiza un curso de interpretación en la "Escuela Superior de Arte Dramático de Asturias" en 1989. Durante esos años se empieza a interesar por autores europeos y, según afirma, "ese fue probablemente el momento en que decidió que su sueño era contar historias”.
Estudia Comunicación Audiovisual en la Universidad Complutense de Madrid y en 1998 obtiene una Licenciatura en la especialidad de "Imagen y sonido”. Durante esos años colabora como crítico de cine en diversos medios.  Además organiza seminarios en la sala de cine de su Colegio Mayor, "Empresa Pública".
Se muda a Londres por más de 8 años trabajando en profesiones alejadas del mundo del cine. Luego de ello decide cambiar y retomar su vocación, viajando a Los Ángeles (CA) para estudiar un Máster en Dirección de Cine en la Escuela de Cine de Nueva York, en los Estudios Universal (Hollywood).
A partir del 2008 dirige varios cortometrajes. Esos años comienza su colaboración con el director chino Xu Xiaoxi. Además de dirigir, participa en otros cortometrajes cubriendo otras posiciones, desde director de fotografía a script. Sus dos proyectos de graduación se convierten en películas: Toto Forever y Desire Street, codirigida con Xu Xiaoxi. Ambos proyectos recibieron premios a mejor película. Toto Forever, dirigida por Roberto F. Canuto y escrita por Roberto y Xu Xiaoxi, es una película que ha participado en más de 30 festivales internacionales, principalmente de temática LGBT, logrando reconocimientos como Mejor Película en "LesGayCinepty" en Panamá 2010, Tercer Premio a Mejor Cortometraje en el "6u Cinegailesast" en Asturias, España, 2014", finalista en "Kashish", 1.er Festival Internacional de Cine de Mumbai, junto a otras selecciones y ceremonias de apertura en diferentes eventos. Las críticas fueron positivas.
Desire Street cuenta la historia de una familia mexicana (madre, hija e hijo) en su intento de sobrevivir a su soledad y sus obsesiones, vistas a través de diferentes experiencias sexuales y relaciones personales con una vecina prostituta.  Recibió los premios a Mejor Película en el "Festival de Cine Asturianu" 2014 (España) y Mención Especial Mejor Película en "Mix Mexico, Festival Internacional de Cine de México" (2011).
En 2011 Roberto viaja a China para continuar su carrera. Funda junto a Xu Xiaoxi su productora, "Almost Red Productions", donde alternan proyectos narrativos de ficción con trabajos en publicidad. En 2013 realiza el cortometraje chino y español Ni Jing: No Robarás, que obtiene premios a Mejor Película ("Riverside, Festival Internacional de Cine de Saginaw", Míchigan, EE.UU ), Mejor Actriz -Sherry Xia Ruihong- y Segundo Mejor Corto ("9u Festival de Cine Asturianu", España)[cita requerida]. Cuenta la historia de un joven que se ve obligado a enfrentarse a una traición después de despertar ensangrentada en un paraje remoto. La presentación en España tuvo lugar en el "FICXixón, Festival Internacional de Cine de Gijón" 2013. Las críticas en general fueron positivas.
En 2014 "Almost Red Productions" colabora con la institución sin ánimo de lucro "Círculos Concéntricos", que tiene como objetivo mejorar el sistema de salud en zonas rurales necesitadas de China.
En agosto de 2014, el Museo de Arte Contemporáneo A4 de Sichuan dedicó una exposición monográfica a la obra de los dos directores titulada ID/EGO, incluyendo la proyección por primera vez en China de varias de sus películas, complementadas con fotografías y material de rodaje de sus trabajos.

## Filmografía
- Desire Street
- Toto Forever
- Ni Jing: No Robarás